# Le Crotoy
Le Crotoy település Franciaországban, Somme megyében. Lakosainak száma 1965 fő (2022. január 1.). Le Crotoy Saint-Valery-sur-Somme, Favières, Rue és Saint-Quentin-en-Tourmont községekkel határos.

## Népesség
A település népességének változása:
| Lakosok száma | 924  | 1248 | 1411 | 1962 | 2556 | 2894 | 2429 | 2320 | 2012 | 1965 |
|               | 1793 | 1836 | 1861 | 1886 | 1911 | 1936 | 1975 | 2008 | 2017 | 2022 |